# Vilhonneur
Vilhonneur (Vilonor en occitan) est une ancienne commune du Sud-Ouest de la France, située dans le département de la Charente (région Nouvelle-Aquitaine). Depuis le 1er janvier 2019, elle est une commune déléguée de Moulins-sur-Tardoire.
Ses habitants sont les Vilhonnorois et les Vilhonnoroises.

## Géographie

### Localisation et accès
Vilhonneur est située à 6 km à l'ouest de Montbron et 21 km à l'est d'Angoulême, dans la vallée de la Tardoire.
Le bourg de Vilhonneur est aussi à 7 km au sud de La Rochefoucauld, chef-lieu de son canton.
La route principale de la commune est la D 699, route d'Angoulême à Montbron, qui traverse la commune d'ouest en est et passe à 0,5 km au sud du bourg. Celui-ci est desservi par la D 414 et la D 109, qui traverse la commune du nord au sud et franchit la Tardoire en direction de Saint-Sornin où passe la D 6, route de Montbron à La Rochefoucauld.

### Hameaux et lieux-dits
Le bourg est minuscule et on compte de nombreux hameaux tout autour : chez Labrand, le Panisseau, le Pinier au sud.
Il y a aussi le Châtaignier sur la route d'Angoulême à Montbron, et Rochebertier en limite nord-est.

### Communes limitrophes
|           | Rancogne (Moulins-sur-Tardoire) | Saint-Sornin |
| Pranzac   | Vilhonneur                      | Vouthon      |
| Chazelles | Saint-Germain-de-Montbron       |              |

### Géologie et relief
Comme les trois quarts ouest du département de la Charente, la commune de Vilhonneur fait géologiquement partie du Bassin aquitain. Le terrain d'une grande partie méridionale est calcaire et date du Jurassique moyen (Bajocien à l'est et Callovien à l'ouest). Il est recouvert par endroits (bourg et limite nord de commune) par des colluvions, sables argileux, et fait partie du karst de La Rochefoucauld.
La vallée de la Tardoire est occupée par des alluvions et, sur la rive droite, par une terrasse de sable et galets datant du Quaternaire (Pléistocène),,.
Le relief de la commune est celui d'un plateau d'une altitude moyenne de 115 m, avec quelques buttes marquées le long de la vallée de la Tardoire, qui passe sur la bordure nord-est de la commune. La vallée est large et très peu creusée, puisque son altitude moyenne est de 95 m. Le point culminant de la commune est à une altitude de 138 m, situé sur une butte près du bourg au nord du Pinier. Le point le plus bas est à 87 m, situé le long de la Tardoire au pied de la grotte de Rochebertier. Le bourg, situé dans la vallée, est à 98 m d'altitude.

### Hydrographie
La Tardoire, sous-affluent de la Charente, traverse la commune et passe au pied du bourg, construit sur la rive gauche.
En raison de la nature karstique du sol, aucun autre cours d'eau ne traverse la commune.

### Climat
Comme dans les trois quarts sud et ouest du département, le climat est océanique aquitain.

## Toponymie
Le nom est attesté sous la forme ancienne latinisée Villa Honoris vers 1300.
L'origine du nom de Vilhonneur remonterait à un nom de personne gallo-romain Honorius avec l'affixe villa signifiant « domaine », ce qui correspond à « domaine d'Honorius »,.

### Dialecte
La commune est dans la partie occitane de la Charente qui en occupe le tiers oriental, et le dialecte est limousin.
Elle se nomme Vilonor en occitan.

## Histoire

### Préhistoire
De nombreux ustensiles préhistoriques (en silex, os, bois de renne, et grès) ont été trouvés sur le territoire de la commune. Plusieurs grottes (Bois du Roc,, - ou du Roc Plat -, grottes des Fadets) sont occupées dès le Néolithique et l'âge du Bronze.
La grotte du Placard est occupée dès le Moustérien. Ses vestiges humains, montrant l'attention portée aux morts dès le Paléolithique, ont déclenché la « bataille Aurignacienne », un débat très agité sur plusieurs dizaines d'années, tant l'idée est contraire à la façon de penser de l'époque.

### Antiquité
Aux alentours de Rochebertier, un possible exploratorium romain serait le château de Philandre d'après la légende. Des monnaies romaines et des carreaux émaillés du Moyen Âge y ont été retrouvés. De nombreuses sépultures médiévales avec sarcophages en pierre ont aussi été trouvées au bourg.
Vilhonneur était située sur la voie antique d'Angoulême à Limoges, appelée chemin des Anglais qui passait par Pranzac et Saint-Sornin, et qui franchissait la Tardoire à cet endroit. Cette voie semble avoir connu une nouvelle fréquentation au Bas-Empire.

### Moyen Âge
Au cours du Moyen Âge, Vilhonneur se trouvait, avec Montbron, sur un itinéraire secondaire est-ouest fréquenté par les pèlerins qui allaient au sanctuaire de Saint-Jacques-de-Compostelle et aux reliques de saint Eutrope à Saintes.
La tour de la Rochebertier est mentionnée dans un aveu à Philippe le Hardi de 1276.
Un château médiéval dont il ne reste que les traces des fondations se trouvait sur un mamelon,.
Le château de Vilhonneur actuel, dont il reste encore la tour d'entrée, a été remanié par la famille de Chambes ou de Jambes vers la fin du XVIe siècle. C'était le siège d'une seigneurie qui jusqu'à la fin du XVIe siècle a appartenu à cette famille. En 1597, la seigneurie est passée par mariage de Christine de Jambes à Pierre Dussault, écuyer et seigneur de Villars-Marange. Vilhonneur est restée dans la famille Dussault jusqu'au milieu du XVIIIe siècle. Son dernier possesseur était Pierre de Labatud, écuyer, seigneur du Maine Gagnaud.
L'église de Vilhonneur possédait autrefois le gisant du chevalier Pierre de Chambes, qui vivait au XIIIe siècle. Ce gisant, sculpté postérieurement, au XIVe siècle, a été acquis à la fin du XIXe siècle pour son musée par la Société archéologique et historique de la Charente à Angoulême, et remplacé par ses soins par une plaque en marbre noir posée en 1880. Ce gisant se compose d'une dalle, sur laquelle le sire de Chambes est figuré couché, armé et couvert de sa cotte d'armes fleurdelisée.

### Époque contemporaine
Pendant la première moitié du XXe siècle, la commune était desservie par la petite ligne ferroviaire d'intérêt local à voie métrique des Chemins de fer économiques des Charentes allant d'Angoulême à Roumazières par Montbron appelée le Petit Mairat.
Les carrières de calcaire oolithique au grain particulièrement fin, dite « pierre de Vilhonneur », exploitées dès le début du XXe siècle, avaient une réputation dépassant le département. Elles ont par exemple fourni le socle de la statue du président Thiers à Nancy, ainsi que le monument aux morts de la ville d'Étaples et le monument à Marx Dormoy à Montluçon (1948).
Le 1er janvier 2019, la commune fusionne avec Rancogne pour former la commune nouvelle de Moulins-sur-Tardoire dont la création est actée par un arrêté préfectoral du 3 décembre 2018.

## Administration
| Période                                  | Période  | Identité           | Étiquette | Qualité                       |
| ---------------------------------------- | -------- | ------------------ | --------- | ----------------------------- |
| Les données manquantes sont à compléter. |          |                    |           |                               |
| avant 1988                               | ?        | Jacques Jean       |           |                               |
| 1997                                     | 2008     | Henri de Marcellus |           |                               |
| 2008                                     | En cours | Vivian Varneau     | SE        | Encadrant technique insertion |

## Démographie

### Évolution démographique
L'évolution du nombre d'habitants est connue à travers les recensements de la population effectués dans la commune depuis 1793. Pour les communes de moins de 10 000 habitants, une enquête de recensement portant sur toute la population est réalisée tous les cinq ans, les populations de référence des années intermédiaires étant quant à elles estimées par interpolation ou extrapolation. Pour la commune, le premier recensement exhaustif entrant dans le cadre du nouveau dispositif a été réalisé en 2007.

En 2016, la commune comptait 402 habitants, en évolution de +13,24 % par rapport à 2010 (Charente : −0,48 %, France hors Mayotte : +2,11 %).
| 1793 | 1800 | 1806 | 1821 | 1831 | 1841 | 1846 | 1851 | 1856 |
| ---- | ---- | ---- | ---- | ---- | ---- | ---- | ---- | ---- |
| 340  | 365  | 383  | 436  | 407  | 382  | 426  | 431  | 443  |

| 1861 | 1866 | 1872 | 1876 | 1881 | 1886 | 1891 | 1896 | 1901 |
| ---- | ---- | ---- | ---- | ---- | ---- | ---- | ---- | ---- |
| 430  | 461  | 432  | 438  | 450  | 496  | 488  | 495  | 420  |

| 1906 | 1911 | 1921 | 1926 | 1931 | 1936 | 1946 | 1954 | 1962 |
| ---- | ---- | ---- | ---- | ---- | ---- | ---- | ---- | ---- |
| 422  | 434  | 363  | 364  | 346  | 339  | 312  | 293  | 294  |

| 1968 | 1975 | 1982 | 1990 | 1999 | 2006 | 2007 | 2012 | 2016 |
| ---- | ---- | ---- | ---- | ---- | ---- | ---- | ---- | ---- |
| 286  | 286  | 319  | 318  | 274  | 318  | 324  | 366  | 402  |

### Pyramide des âges
| Hommes | Classe d’âge | Femmes |
| ------ | ------------ | ------ |
| 0,6    | 90 ans ou +  | 0,0    |
| 5,5    | 75 à 89 ans  | 10,0   |
| 17,7   | 60 à 74 ans  | 16,9   |
| 22,0   | 45 à 59 ans  | 21,9   |
| 21,3   | 30 à 44 ans  | 23,1   |
| 15,9   | 15 à 29 ans  | 13,1   |
| 17,1   | 0 à 14 ans   | 15,0   |

| Hommes | Classe d’âge | Femmes |
| ------ | ------------ | ------ |
| 0,5    | 90 ans ou +  | 1,6    |
| 8,2    | 75 à 89 ans  | 11,8   |
| 15,2   | 60 à 74 ans  | 15,8   |
| 22,3   | 45 à 59 ans  | 21,5   |
| 20,0   | 30 à 44 ans  | 19,2   |
| 16,7   | 15 à 29 ans  | 14,7   |
| 17,1   | 0 à 14 ans   | 15,4   |

## Économie

### Industrie
La carrière de pierre de taille calcaire et la scierie, situées à Rochebertier, datent du début du XXe siècle et sont exploitées par la compagnie Rocamat.

## Équipements, services et vie locale

### Enseignement
L'école publique est un regroupement pédagogique intercommunal (RPI) entre Saint-Sornin, Vilhonneur et Vouthon. Saint-Sornin accueille l'école primaire, et Vilhonneur et Vouthon les écoles élémentaires, avec une classe. Le secteur du collège est La Rochefoucauld,.

## Lieux et monuments

### Patrimoine religieux
L'église paroissiale Saint-Pierre possède une architecture simple avec une nef unique terminée par un clocher massif carré.

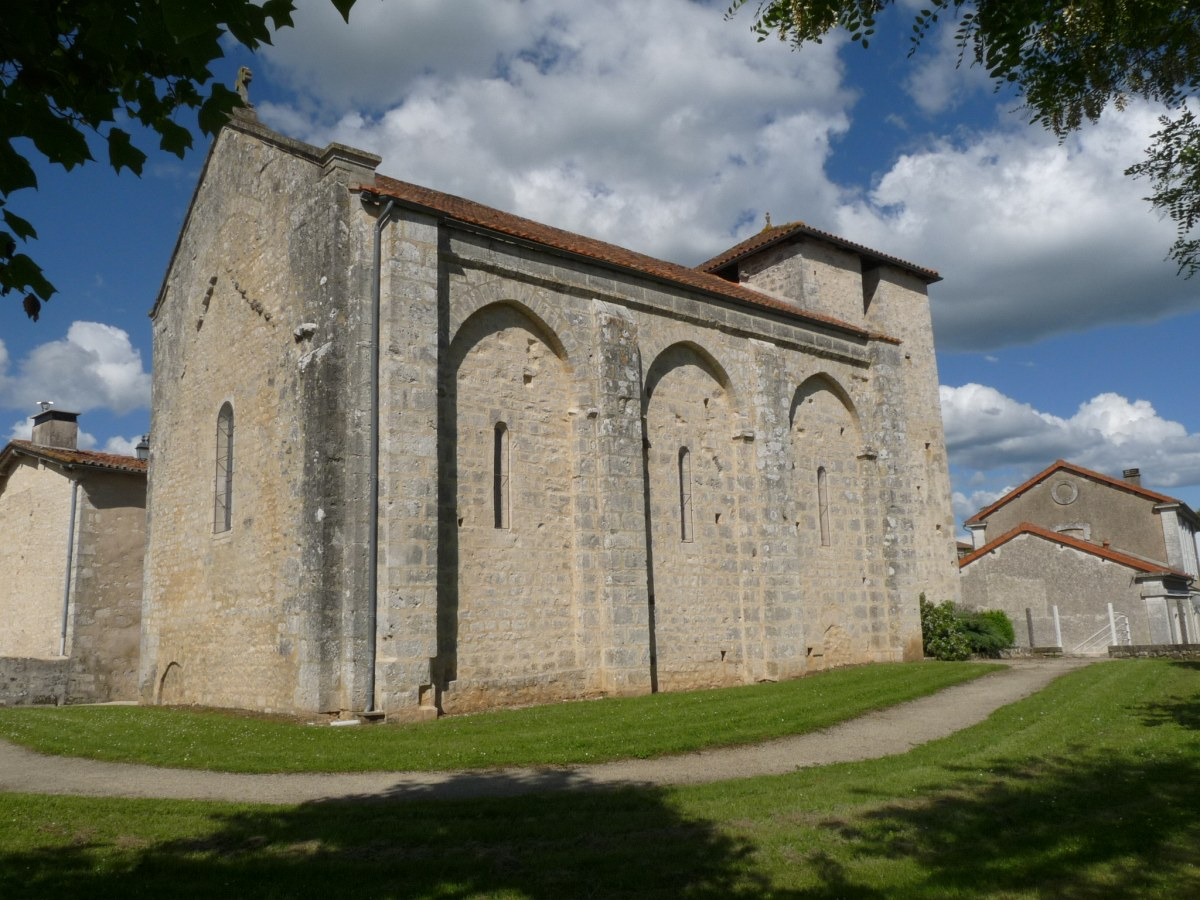
Vue du sud.
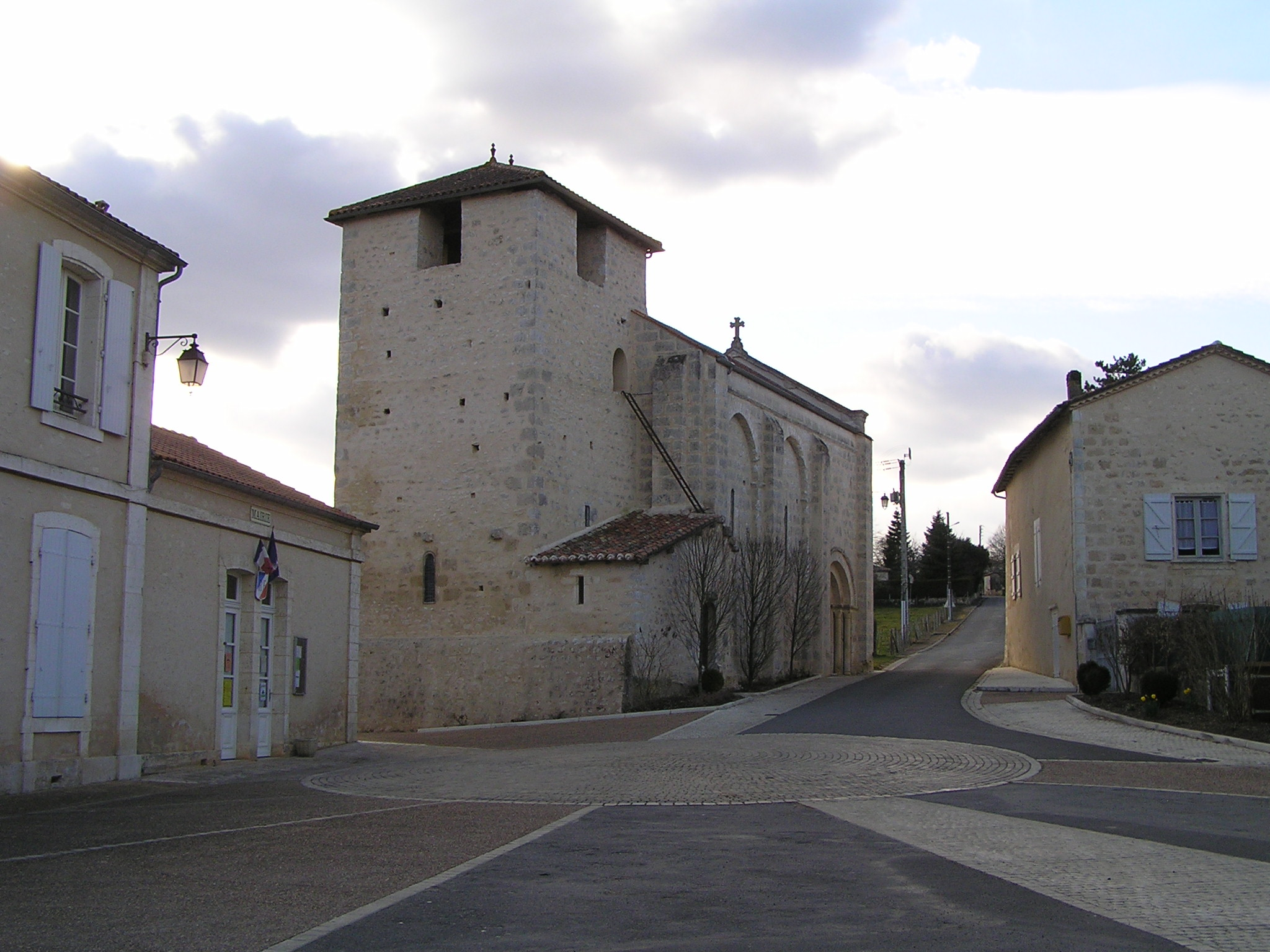
Vue du nord-est, depuis la mairie.

### Patrimoine civil

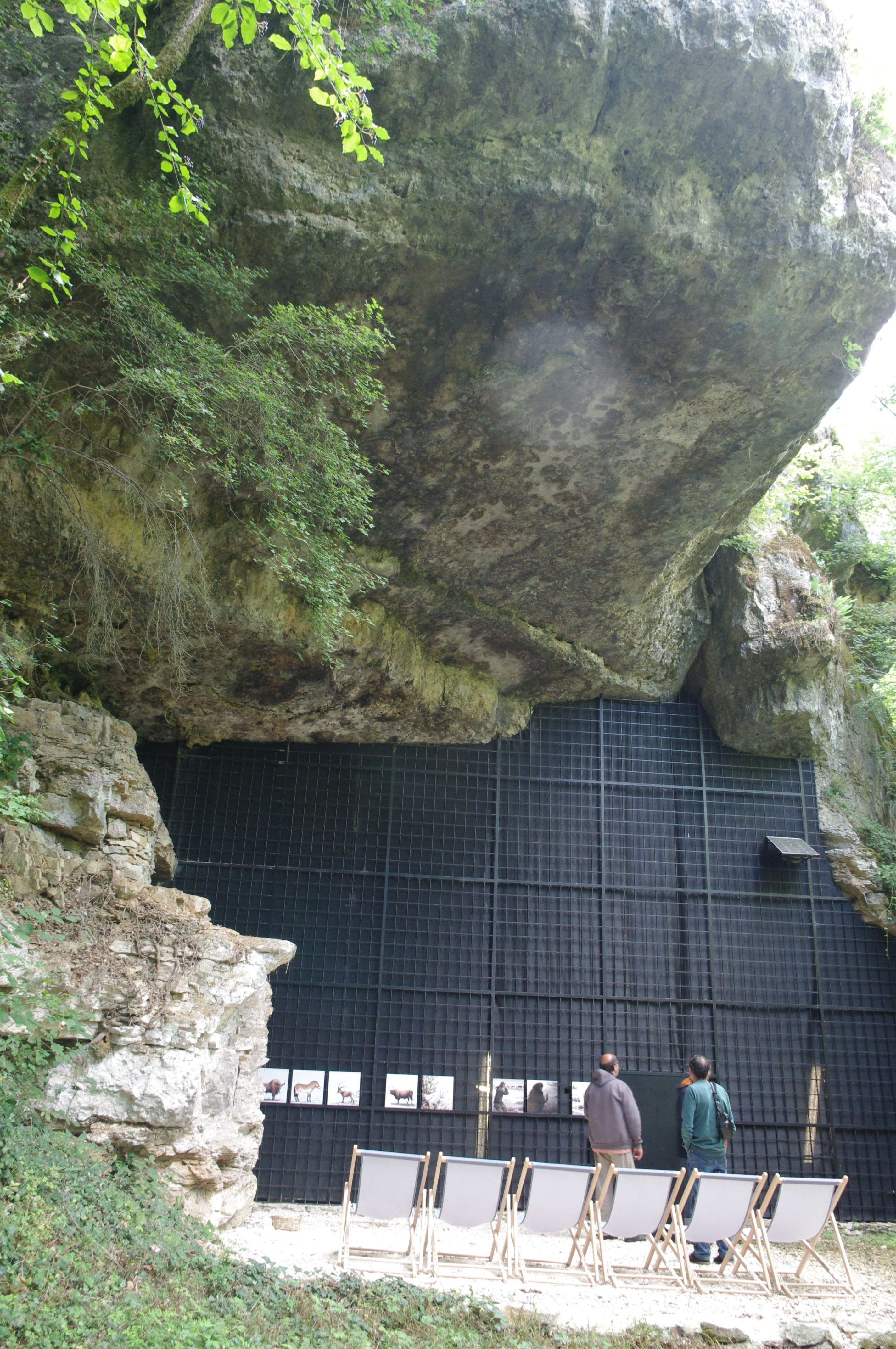
La grotte du Placard

#### Grottes
La commune compte deux grottes préhistoriques de nature exceptionnelle.
- La grotte du Placard, située à Rochebertier, découverte en 1853, a permis la datation du Magdalénien et du Solutréen. Vers 1990, ont été mises au jour des peintures dont les caractéristiques sont identiques à celles de la grotte du Pech Merle dans le Lot.
- La grotte du Visage a été découverte en novembre 2005 lors d'une exploration spéléologique. En février 2006, le  Ministère de la Culture a fait part de la découverte de gravures pariétales, d'ossements humains et animaux datant du Paléolithique supérieur (période gravettienne, autour de 25 000 ans BP) . Les expertises continuent[32],[33].
- L'abri du Bois-du-Roc, un autre gisement préhistorique du site, a été vandalisé et pillé avant le commencement des fouilles et des travaux d'expertise.

#### Gué
À l’emplacement de l'ancien gué romain subsiste un pont de pierre de 50 cm de large, caractéristique des vallées de la Tardoire et du Bandiat.

#### Château de Vilhonneur
Le château de Vilhonneur du XIVe siècle est aujourd'hui en grande partie détruit. Les douves ont été comblées et le pont-levis a disparu. Seuls subsistent: le portail protégé par une ligne de merlons sur mâchicoulis, avec corps de garde au premier étage; un grand donjon carré flanqué d'une tourelle enfermant un escalier à vis. Il est inscrit monument historique depuis 1966.
La Maison de la dîme est face au château.

#### Logis de Rochebertier
Le logis de Rochebertier ou la Rochebertier, au lieu-dit Pré-du-Logis date de la fin du XVIe siècle et a été remanié au XVIIIe siècle. Construit en "L", il compte une tour de défense carrée et trois tours rondes, dont celle située en façade qui comporte un escalier à vis. Il a été inscrit monument historique le 26 mai 1986.

#### Moulin de Pierre
À Rochebertier, juste en dessous de la grotte du Placard.

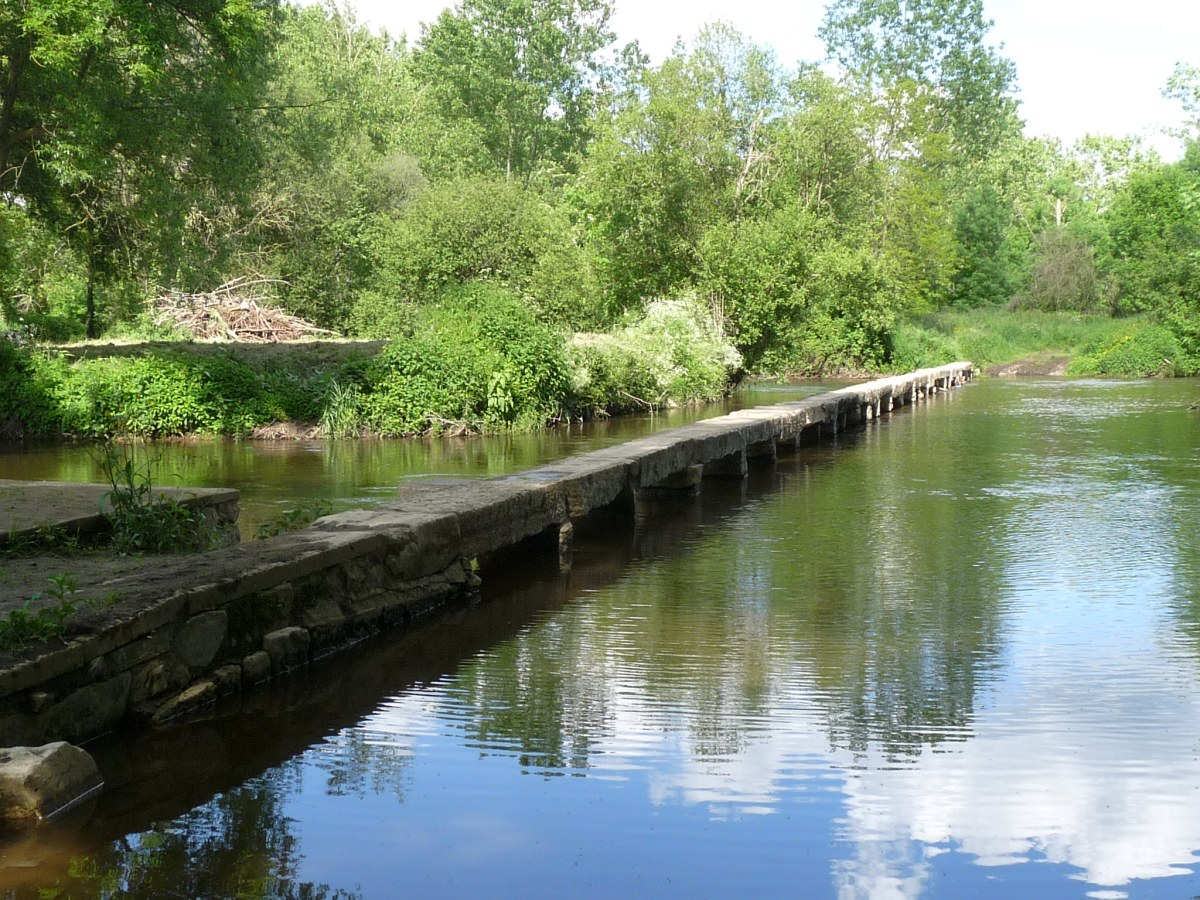
Le gué « romain » sur la Tardoire
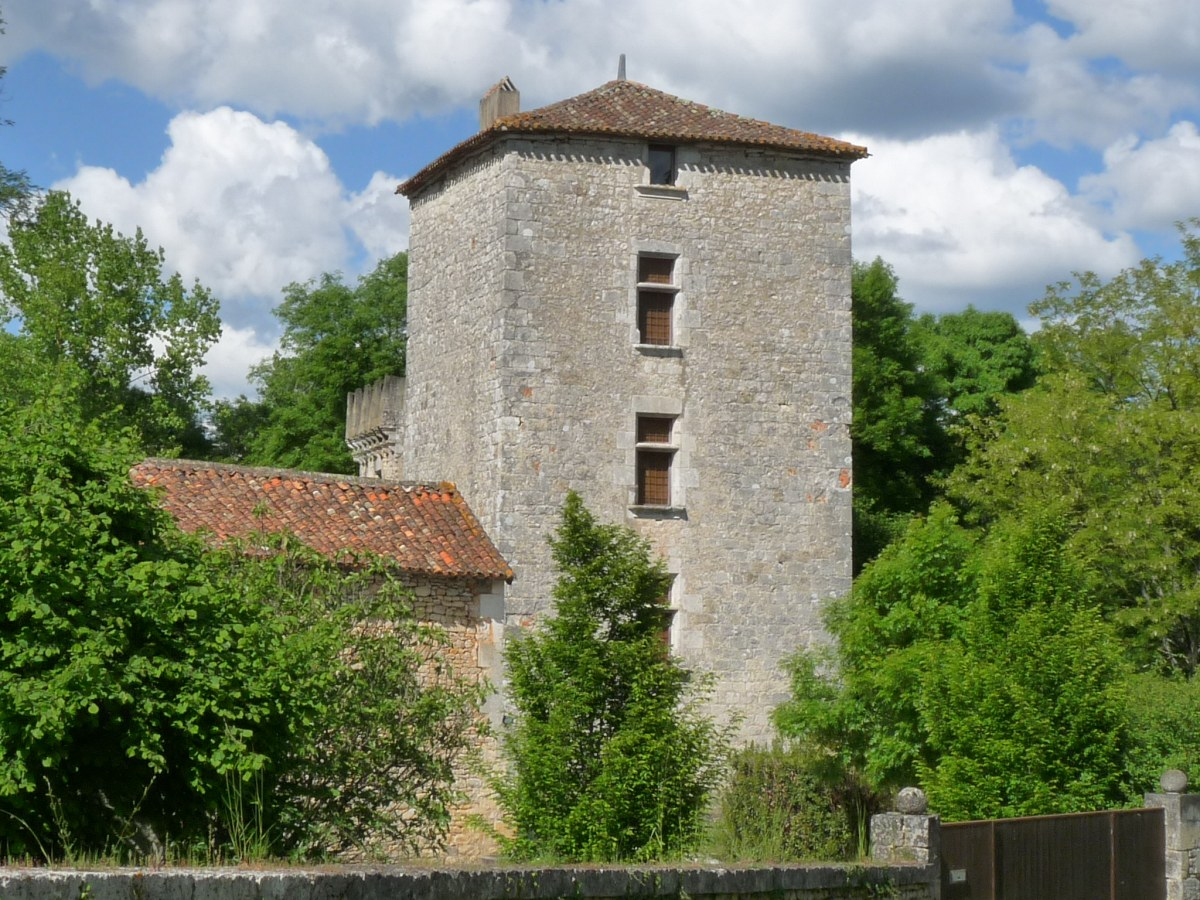
Le château
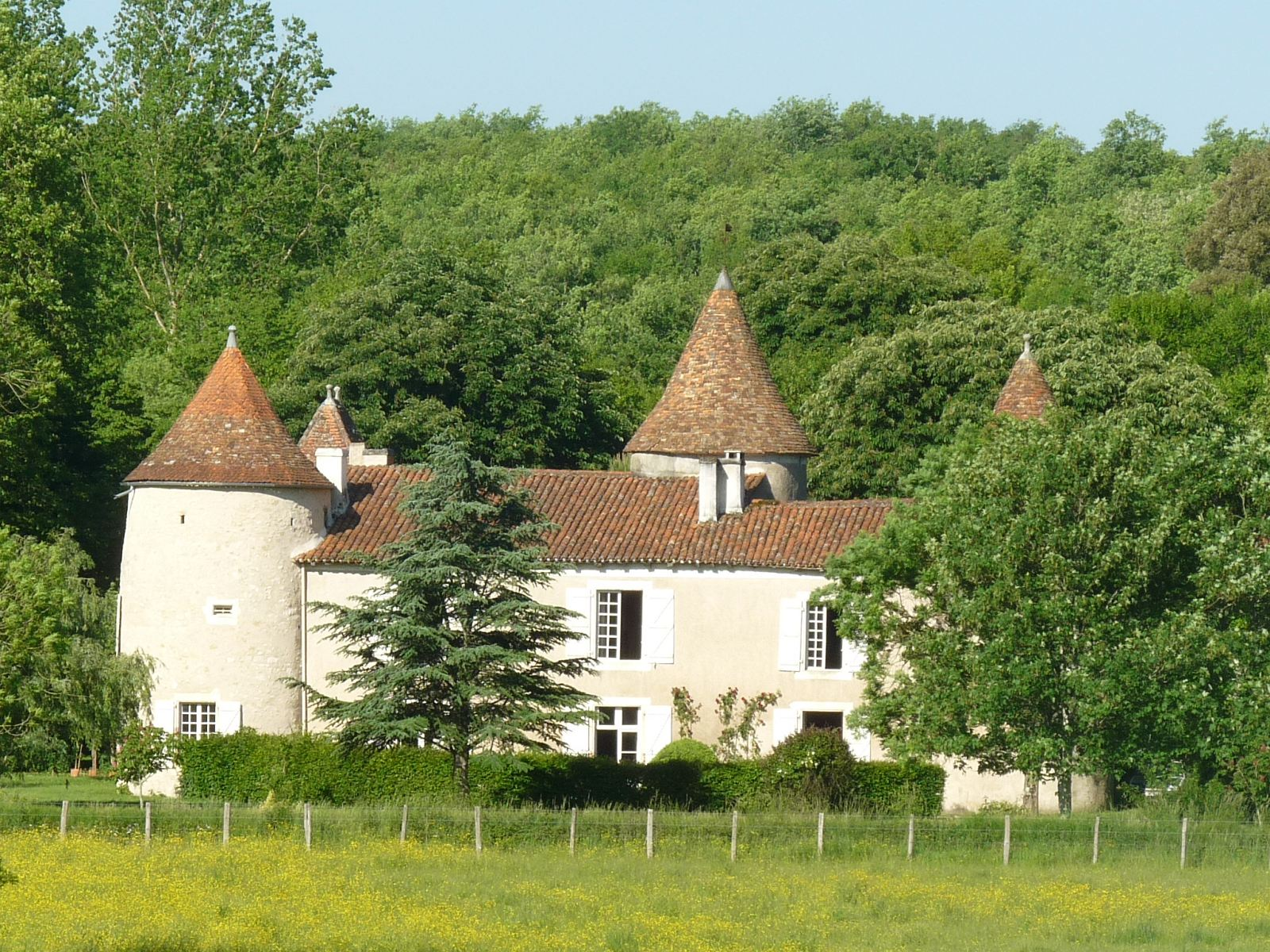
Logis de Rochebertier
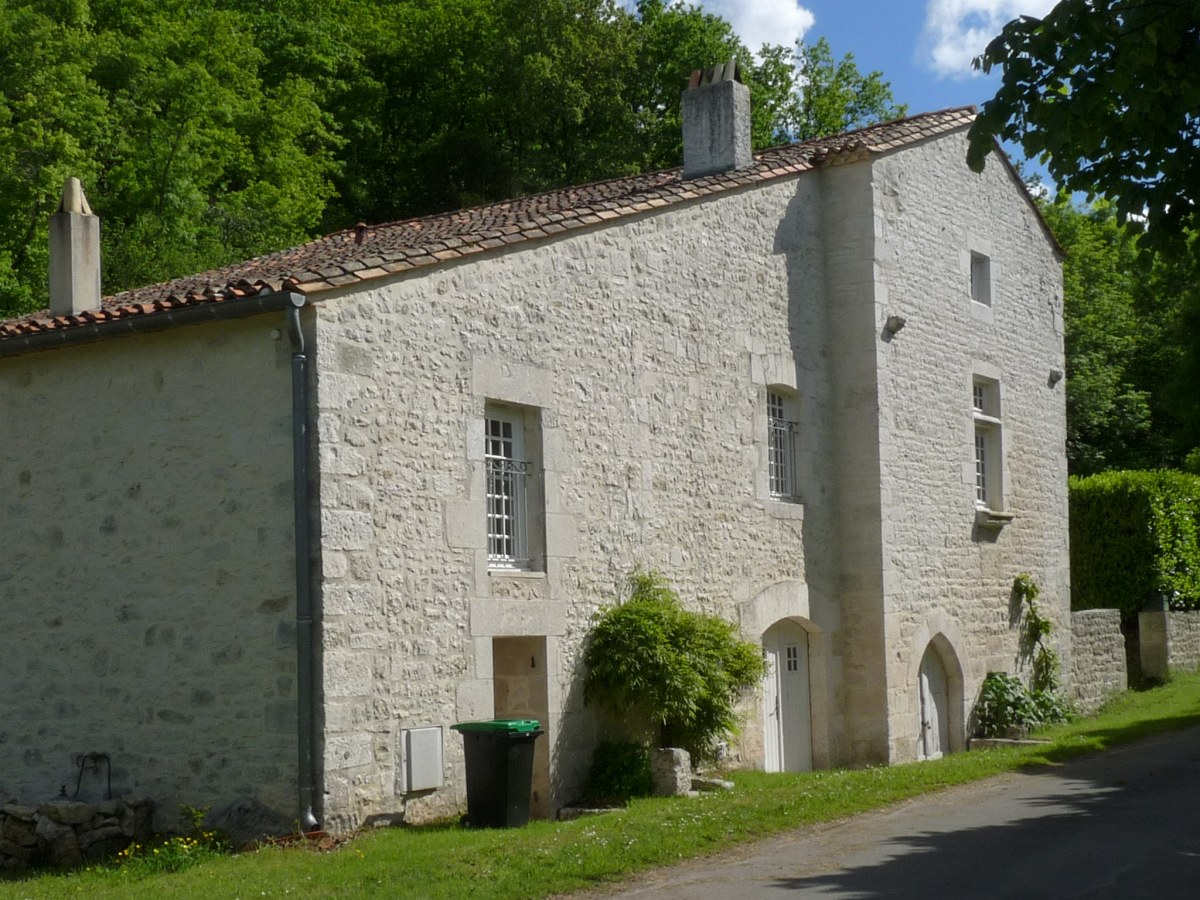
Maison ancienne au bourg
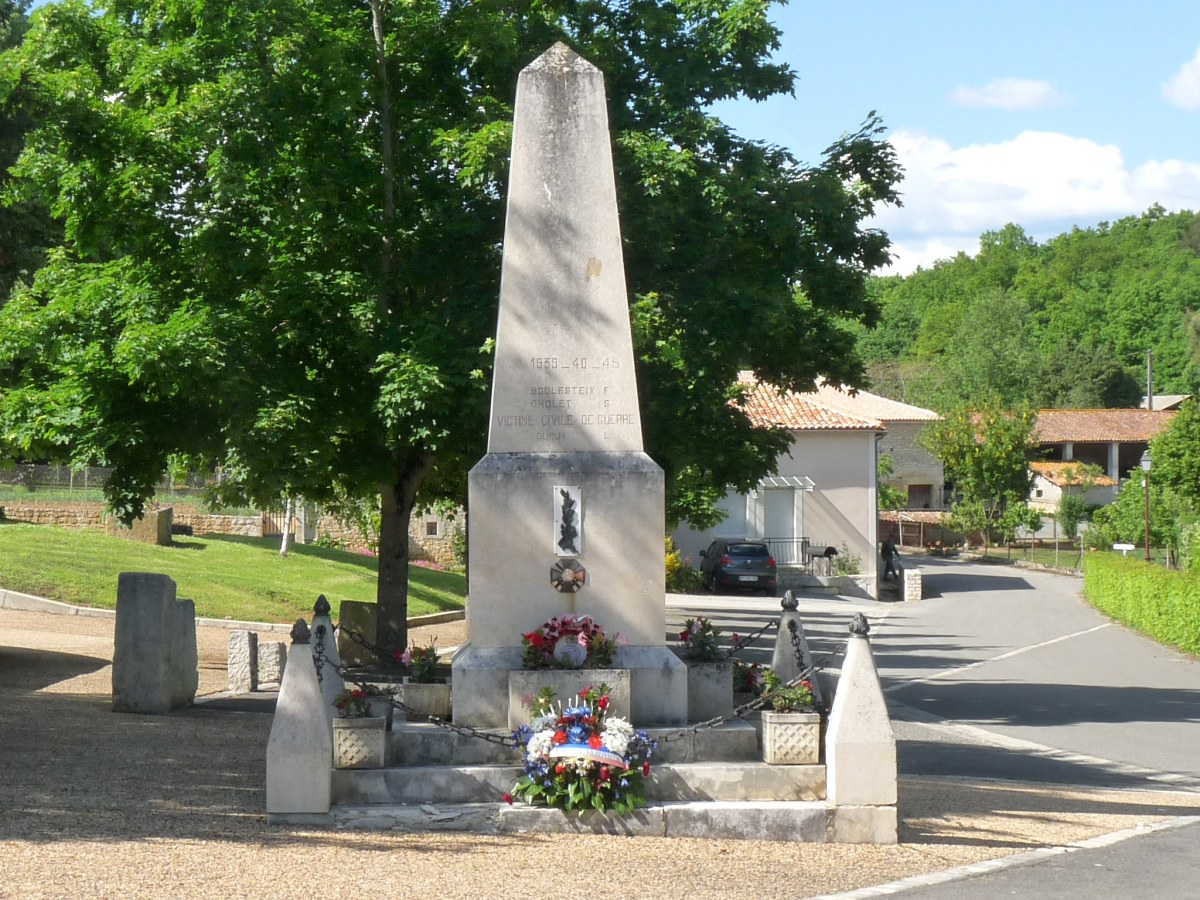
Le monument aux morts

### Patrimoine environnemental
Le GR 4 qui va de Royan à Grasse traverse la commune.